# رضا الويشي
رضا الويشي لاعب كرة قدم مصري.
لعب سابقاً في أندية السكة الحديد والمقاولون العرب والإنتاج الحربي والأهلي وتليفونات بني سويف في مصر والقوة الجوية والطلبة وكربلاء في العراق والفيصلي في الأردن ووقع مع نادي جدة عام 2017.

## روابط خارجية
- رضا الويشي على موقع Soccerway.com (الإنجليزية)